# 普雷采勒
普雷采勒是德国下萨克森州的一个市镇。总面积41.67平方公里，总人口466人，其中男性239人，女性227人（2011年12月31日），人口密度11人/平方公里。